# Liste der Universitäten in Missouri
Es folgt eine Liste von Universitäten und Colleges im US-Bundesstaat Missouri. In Klammern ist jeweils die Zahl der Studierenden im Herbst 2021 angegeben.

## Staatliche Hochschulen
- Harris-Stowe State University in Saint Louis (1.210)
- Lincoln University in Jefferson City (1.794)
- Missouri Southern State University in Joplin (4.352)
- Missouri State University in Springfield (22.925) und in West Plains (1.960)
- Missouri Western State University in Saint Joseph (4.395)
- Northwest Missouri State University in Maryville (7.870)
- Southeast Missouri State University in Cape Girardeau (9.851)
- Truman State University in Kirksville (4.225)
- University of Central Missouri in Warrensburg (10.530)
- University of Missouri System
  - University of Missouri in Columbia (31.401)
  - Missouri University of Science and Technology in Rolla (7.241)
  - University of Missouri–Kansas City (16.003)
  - University of Missouri–St. Louis (15.189)

## Private Hochschulen
- A T Still University of Health Sciences in Kirksville (3.647), 1972 bis 2003 Kirksville College of Osteopathic Medicine
- Avila University in Kansas City (1.376)
- Central Methodist College in Fayette (Graduate/Extended: 3.242, Liberal/Sci: 1.144)
- College of the Ozarks in Point Lookout (Missouri) (1.479)
- Columbia College in Columbia (6.765)
- Culver-Stockton College in Canton (Missouri) (932)
- Drury University in Springfield (1.615 + 847)
- Evangel University in Springfield (2.100)
- Fontbonne College in Saint Louis (955)
- Hannibal-LaGrange University in Hannibal (714)
- Lindenwood University in Saint Charles (7.003)
- Logan University in Chesterfield (1.878), bis 2013 Logan College of Chiropractic
- Maryville University of Saint Louis in Saint Louis (10.596)
- Missouri Baptist College in Saint Louis (4.983)
- Missouri Valley College in Marshall (1.776)
- Ozark Christian College in Joplin (559)
- Park University in Parkville (Missouri) (8.782)
- Rockhurst University in Kansas City (3.626)
- Saint Louis University in Saint Louis (13.474)
- Southwest Baptist University in Bolivar (2.709)
- Stephens College in Columbia (593)
- University of Health Sciences and Pharmacy in St. Louis (799), vormals St. Louis College of Pharmacy
- Washington University in St. Louis (16.973)
- Webster University in Saint Louis (6.779)
- Westminster College in Fulton (654)
- William Jewell College in Liberty (805)
- William Woods University in Fulton (1.737)